# Бідія Дандарон
Бідія Дандарон (28 грудня 1914, урочище Соорхой (Суархе), Кіжинга, Бурятія — 26 жовтня 1974, c. Видріно, Бурятія) — відомий бурятський буддолог, філософ і буддійський духовний наставник, а також історик. Працював науковим співробітником, у своїх книгах намагався сформувати філософську доктрину необуддизму як «буддизму для європейців», синтезував буддизм з досягненнями сучасної йому науки і уявленнями європейських філософів.
За свою діяльність неодноразово був засуджений радянською владою. В результаті останнього показового процесу був засуджений на 5 років ув'язнення і помер в таборі. Дандарон залишив ряд учнів, в тому числі серед буддологів.

## Біографія
Батьком Дандарона був лама-філософ Доржи Бадмаєв. У дитинстві Дандарон відвідував монастирську школу, де вивчав тибетську мову, санскрит і буддизм. Хлопчик був визнаний переродженням хамбо-лами Джаягси-геген, настоятеля комплексу Кумбум в Тибеті, який відвідав Бурятію в 1894 і 1910 роках.
У липні 1921 року духовний лідер бурятських буддистів Лубсан-Сандан Циденов, що проголосив в 1919—1920 на землях хоринських бурятів теократичну державу, передав Дандарону титул Царя Навчання — Дхармараджі.
У 1934—1937 Дандарон навчався в Авіаприладобудівельному інституті в Ленінграді і був вільним слухачем Східного факультету ЛДУ, де за рекомендацією Агвана Доржієва вивчав тибетську мову у А. І. Вострикова.
3 червня 1937 року Дандарон був заарештований і засуджений на 10 років, звільнений 4 лютого 1943, 10 листопада 1948 він був повторно заарештований, реабілітований у 1956 році. В таборах познайомився з європейською філософією, так, його старшим товаришем став професор філософії В. Е. Сеземан.
У таборах Дандарон знайшов перших учнів, серед них були два німці і поляк Кокошка. Перед виходом з табору Кокошка зробив несправжній перелом руки і, сховавши під гіпс аркуші рукопису Дандарона «Необуддизм», вивіз його на захід. Основною ідеєю рукопису був синтез буддійського вчення гелуг з сучасною європейською філософією та наукою.
Між ув'язненнями Дандарон разом з ламою Падма Доржи написав клопотання Сталіну про відродження буддійських монастирів в Бурятії. Реакція на лист була швидкою: у 1946 році відродився Агінський дацан, за 40 км від Улан-Уде почалося будівництво Іволгинського дацану.
Після 1956 року співробітники Інституту Сходознавства в Ленінграді намагалися влаштувати його на роботу розбирати рукописи, але керівництво не дало згоди. Дандарон жив у Ленінграді і Москві напівлегально, не маючи шансів знайти роботу.
У 1957 році Дандарон влаштувався працювати науковим співробітником Бурятського інституту суспільних наук.
У 1958—1959 роках Дандарон склав тибето-російський словник на 15 тисяч слів, а також «Тибето-російський словник філософських термінів».

### Процес Дандарона
Навколо Дандарона сформувалася громада, в яку входили кілька десятків людей з Ленінграда, Москви, Тарту, Вільнюса. Деякі з його учнів працювали в Східному відділі Музею історії релігії та атеїзму (Казанський собор). Співробітники музею регулярно їздили до Бурятії в археологічні експедиції.
У Ленінграді Дандарон створив буддійську громаду, за що в 1972 році був заарештований і звинувачений в «організації буддійської секти». Разом з ним були арештовані його четверо учнів, у решти взяли підписку про невиїзд. У Москві були допитані відомі сходознавці Октябрина Волкова і Олександр П'ятигорський (московський Інститут сходознавства АН СРСР) — учні Дандарона, з Естонії викликали Лінарта Мялля. Залучалися також сходознавці Юрій Парфіонович, Броніслав Кузнєцов, Валерій Рудой. Слідство намагалося організувати великий антибуддійський процес з багатьма обвинуваченими, але докази обвинувачення були відсутні, а владі небажаним був розголос того, що відбувалося в наукових колах СРСР і за кордоном. Перед Волковою і П'ятигорським вибачилися, незаконно відібрані матеріали повернули. Деякі учні Дандарона — А. Желєзнов і Ю. Лавров з Улан-Уде, В. М. Монтлевич з Ленінграда, Д. Буткус з Вільнюса — були поміщені в психіатричні лікарні. Інших випустили, звільнивши з роботи.
Судили одного Дандарона. Адвокати Н. Я. Немеринська і Н. Я. Герасименко наполягали на повній невинності. На вимогу прокурора Байбородіна Дандарон був засуджений до 5 років таборів загального режиму і був відправлений у селище Відріно на південному березі Байкалу. У таборі він написав серію листів учням, у яких продовжив синтез буддизму з сучасними уявленнями про світоустрій — «Чорний зошит» (авторська назва — «Про чотири благородні істини Будди»). Рукопис конфісковано при обшуку в таборі.
У жовтні 1974 року Дандарон не раз йшов у самадхі. Він попереджав тих, що сиділи з ним, щоб в цей час його не чіпали, і співкамерники до цього звикли. Одного разу він оголосив про семиденний «відхід»: «не буде дихання і серце не буде битися». І він дійсно пішов 26 жовтня 1974 року.

## Вшанування
У 1997 р. учень Дандарона Ю. К. Лавров організував поїздку в Видріно і витягнув прах вчителя з могили. Протягом року прах зберігався на батьківщині Дандарона в Кіжинзі. В тайзі на вершині гори Тебхер Майла за 15 км від с. Кіжинга в долині річки Кудун почалося будівництво ступи Дандарона. Будівництво велося силами послідовників традиції Дандарона, мешканцями Кіжинги, Улан-Уде й учнями учнів Дандарона, що приїздили з Москви, Санкт-Петербурга, Харкова, Кременчука і Челябінська з 1997 по 2005 роки. Ступа, автором проекту якої був Ю. К. Лавров (помер у 2002 р.), виконана в непальському стилі, не характерному для бурятського буддизму.
Місце для ступи було обрано за сто метрів від руїн ступи, яку в 1966 р. будував своєму батьку Агвану Сінам Тузол Доржи сам Бідія Дандарон (вона була зруйнована радянською адміністрацією). У 1998 р. на цьому місці був похований прах Дандарона. 15 жовтня 2003 р. поставлений купол сфери ступи. У Москві Нестором Парастаєвим було виготовлено сваямбху зовнішньої ступи (місяць зроблено у вигляді човна, сонце як куля, а об'ємне бінду — з трьома вигинами). 15 липня 2004 р. сваямбху було поміщено на шпиль ступи. Малюнок ока виконала Олена Макарова в 2005 році. 18 липня 2005 року завершено фарбування. До цієї дати на гору з'їхалися родичі Дандарона і жителі Кіжинги й Усть-Ворота — разом з будівельниками близько сімдесяти осіб. Був проведений ритуал Согшод і святковий бенкет.

## Твори
- «Описание тибетских рукописей и ксилографов Бурятии» (1960—1965)
- «Источник мудрецов: Парамита и мадхьямака» (1968)
- Перевод с тибетского «Истории Кукунора» Сумба-хамбо (1972).
- Краткий тибетско-русский словарь. М., 1959 (совм. с Ю. М. Парфионовичем и Б. В. Семичовым)
- О тибетско-монгольском словаре «Источник мудрецов» // Труды БурКНИИ СО АН СССР. Сер. востоковедения. 1960. Вып. 3. С. 58-68 (совм. с Б. В. Семичовым);
- За великой правдой: Повесть. Улан-Удэ, 1966 (пер. с бурят. яз.; совм. с Б. Санжином);
- Буддийская теория индивидуального Я // МИФЦА. Вып. 3. Улан-Удэ, 1968. С. 34-52;
- Элементы зависимого происхождения по тибетским источникам // Труды по востоковедению. Т. 1. Тарту, 1968. С. 213—233;  [Архівовано 4 березня 2016 у Wayback Machine.]
- Содержание мантры ОМ-МА-НИ-ПАД-МЭ-ХУМ // Труды по востоковедению. Т. 2, ч. 2. Тарту, 1973. С. 463—477; Мысли буддиста. Владивосток, 1992;  [Архівовано 8 вересня 2016 у Wayback Machine.]
- Махамудра как объединяющий принцип буддийского тантризма // Гаруда. 1993. № 1. С. 3-13;  [Архівовано 4 березня 2016 у Wayback Machine.]
- Общая схема совершенствования по пути мантраяны // Там же. 1994. № 1 (6). С. 2-5;  [Архівовано 4 березня 2016 у Wayback Machine.]
- Дандарон Б. 99 писем о буддизме и любви (1956-1959). — СПб : Дацан Гунзэчойнэй, 1995. — 348 с. — 1000 екз. — ISBN 5-87290-033-3.; інше видання: Дандарон Б. Д. Письма о буддийской этике. — СПб. : Алетейя, 1997. — 352 с. — 2000 екз. — ISBN 5-89329-048-8.
- Чёрная тетрадь: О четырёх благородных истинах Будды. СПб., 1995;
- Теория шуньи у мадхьямиков // Гаруда. 1996. № 1. С. 3-9; Символ веры // Там же. № 2. С. 1-2; Буддизм: Сб. ст. СПб., 1996;  [Архівовано 20 березня 2019 у Wayback Machine.]
- Нацог-Рандол: Карнатантра, опора Великого Учения, называемая «Зерцало механизма глубокого содержания» // Гаруда. 1997. № 2. С. 19-32 (пер.); Чёрная тетрадь. Т. 1: Письма о буддийской этике. Т. 2: Мысли буддиста. СПб., 1997; Aga Monastery // Encyclopedia of Buddhism. Vol. 1. Colombo, 1963. P. 249—250.
- Буддийская теория отсутствия индивидуального Я [Архівовано 4 березня 2016 у Wayback Machine.] // Материалы по истории и философии Центральной Азии, вып. 3. Улан-Удэ, 1968, с. 34–52.